# 漢娜·馬龍
漢娜·馬龍（德語：Hanna Maron；希伯來語：‎，羅馬化：Chana Maron；1923年11月22日—2014年5月30日），是一名以色列的演员，出生于德国柏林<ref name=habama>. Habama. 23 November 2003  [10 May 2008]. （原始内容存档于2011-10-01）. （希伯来文）</ref。她因舞剧《卖花女》、《玻璃动物园》、《你好多里》而著名。。